# Преподобна Марта
Преподобна Марта (? — 551, Сирійська Антіохія, сьогоднішня Туреччина) — візантійська християнська свята з Антіохії, мати святого Симеона Стовпника.

## Життєпис
Преподобна Марта, мати святого Симеона Дивногорця жила у VI столітті і була родом з Антіохії. З молодих літ вона прагнула чернецтва, але батьки переконали її вийти заміж. Чоловік її, Іван, скоро помер, і праведна Марта всі свої сили віддала на виховання сина. Вона була для сина зразком високої християнської гідності: часто відвідувала храми Божі, уважно, з благоговінням слухала церковні служби, часто причащалася Святих Христових Таїн. Щоночі праведна Марта вставала на молитву. Преподобна Марта була милостива до жебраків, годувала і одягала їх, відвідувала лікарні, служила хворим, а померлих хоронила, тим, хто готувався прийняти святе Хрещення, вона своїми руками готувала одяг.
Преподобній Марті було наперед сповіщено про близьку кончину: вона побачила ангелів з свічками, що сказали, що вони прийдуть за нею через рік. Смерть святої Марти була мирною († 551), тіло ж її було похоронено на Дивній горі, на місці подвигу її сина преподобного Симеона Стовпника.